# Ictinogomphus decoratus
Ictinogomphus decoratus – gatunek ważki z rodziny gadziogłówkowatych (Gomphidae).